# Корман Ілія Олександрович
Корман Ілія Олександрович – менталіст, гіпнотизер, ілюзіоніст, автор першої в Європі ментальної вистави-дослідження “І ДЕ Я?”, волонтер.

## ЖИТТЄПИС
Народився наприкінці 2000 року у Києві в родині психотерапевта та викладачки іноземних мов.
Уперше побачив мистецтво магії на власні очі у віці 7-ми років на родинному святі у знайомих. Після чого у віці 12-ти років за власні кишенькові придбав свій перший набір фокусника та почав серйозно займатись ілюзією.
Перший комерційний виступ відбувся вже у 13 років, із того часу не полишає професійної діяльності.
У 2015 році вступає у фаховий коледж Київської муніципальної академії естрадного та циркового мистецтв на спеціалізацію “Ілюзія та маніпуляція”. Отримавши диплом молодшого спеціаліста, з кваліфікацією “Артист цирку”, вступив на режисерський курс Олександра Івахно, де здобув вищу освіту. Навчаючись 7 років, опанував кілька професійних напрямів: артист цирку, ілюзіоніст, режисер масових видовищ. І у 2024 році отримав диплом магістра сценічного мистецтва, що спеціалізується на мистецтві ілюзії.
Паралельно з навчанням, у 2021 році стає співавтором сценарію та ведучим шоу-лекції “Історія магії” - одного із наймасштабніших магічних шоу в історії незалежної України.
“Це була лекція про історію магії, що тягнеться вже тисячі років. Підготовка до шоу тривала більше півроку: спочатку була розроблена концепція виступу, потім пройшла затвердження, і влітку 2021, працюючи вожатим у літньому таборі у Болгарії, я написав сценарій. І восени почалася робота над побудовою мізансцен. Репетиції були важкими і виснажливими, могли тривати по 12 годин без перерв, але це було того варте!” – згадує менталіст.
Після початку повномасштабного вторгнення росії в Україну почав активну волонтерську діяльність, приєднавшись до діяльності “Культурного Десанту”, “Культурних сил України” та “Захисти Хмельниччину”, де власними виступами підтримував українських військовослужбовців та населення прифронтових територій.
“У перші місяці повномасштабного вторгнення я переосмислив власний підхід до магії, зрозумів, що маю можливість впливати на емоції людей, допомагаючи їм…”
Навесні 2024 року Ілію запросили взяти участь у телевізійному проєкті ТК “ТЕТ” “Україна неймовірних людей”, де він вразив власним виступом усіх присутніх, у тому числі ведучих Юлію Саніну та Тимура Мірошниченка  
Згодом, відвідав подкасти українських стендап коміків: Василя Байдака ("Цейво подкаст") та Дмитра Тютюна("Несерйозна розмова"), де отримав широкий розголос серед глядачів. Подкасти були присвячені професійній діяльності Ілії та особливостям роботи менталіста.

## “І ДЕ Я?”
Наразі Ілія Корман розвиває творчу діяльність, у тому числі, власний проєкт: ментальну виставу-дослідження під назвою “І ДЕ Я?”- ексклюзивне шоу, спрямоване на розширення знань глядача про можливості мозку, його особливості та спосіб мислення кожного з нас.
На створення вистави пішло чимало часу: сама ідея визрівала близько року разом з пропрацюванням трюкової частини, сценарій був написаний влітку 2023 року у співавторстві з режисеркою-постановницею вистави Крістіною Шелудько. Апробація першого варіанту вистави відбулась 27 липня 2024 року на камерній сцені Київського академічного театру ляльок за підтримки директора-художнього керівника Ігоря Гулого.
Після апробування команда показала виставу десять разів за три дні на деокупованому півдні України (Миколаївщина та Херсонщина) за підтримки БФ “Культурні сили України” та особисто керівника – Марії Скворцової. Повернувшись до столиці, команда вистави почала готуватись до офіційної прем'єри, яка відбулась 17 жовтня 2024 року у Київському національному академічному Молодому театрі. За період театрального сезону 2024-2025 рр. усі покази вистави пройшли з аншлагами.

## ДЖЕРЕЛА
1. ↑  Головна. Київська муніципальна академія естрадного та циркового мистецтв (укр.). Процитовано 17 червня 2025.
2. ↑  Івахно Олександр Володимирович. Київська муніципальна академія естрадного та циркового мистецтв (укр.). Процитовано 17 червня 2025.
3. ↑  Трюк Гудіні, 115 фокусів та інтерактив. Вісім цікавих фактів про шоу-лекцію Історія магії від нового цирку Інші. New Voice (укр.). Процитовано 17 червня 2025.
4. ↑  Приголомшлива прем'єра: «Інші. Новий цирк» представили сімейну шоу-лекцію «Історія магії». Elle – модний жіночий журнал (укр.). 24 грудня 2021. Процитовано 17 червня 2025.
5. ↑  Інші. Новый цирк. Історія магії (укр.). Процитовано 17 червня 2025.
6. ↑  Культурний десант – culturalforces (укр.). Процитовано 17 червня 2025.
7. ↑  culturalforces (укр.). Процитовано 17 червня 2025.
8. ↑  Instagram. www.instagram.com. Процитовано 17 червня 2025.
9. ↑  Телеканал ТЕТ (13 квітня 2024). Україна неймовірних людей. 5 випуск. Процитовано 17 червня 2025 — через YouTube.
10. ↑  Телеканал ТЕТ (15 квітня 2024). 🪄Цей фокус шокував публіку, Саніна була вражена | Україна неймовірних людей. Процитовано 17 червня 2025 — через YouTube.
11. ↑  василь байдак (15 січня 2025). ПРОКАЧКА ПАМ'ЯТІ, ГІПНОЗ, "ЧИТАННЯ" ДУМОК: РОЗМОВИ З МЕНТАЛІСТОМ / ІЛІЯ КОРМАН / ЦЕЙВО ПОДКАСТ 9. Процитовано 17 червня 2025 — через YouTube.
12. ↑  Дмитро Тютюн (5 лютого 2025). ЩО ДРАТУЄ ІЛЮЗІОНІСТА? Несерйозна розмова #75. Процитовано 17 червня 2025 — через YouTube.
13. ↑  Замок на горі | Київський академічний театр ляльок. akadempuppet.kiev.ua. Процитовано 17 червня 2025.
14. ↑  Київський національний академічний Молодий театр. molodyytheatre.com. Процитовано 17 червня 2025.

## ПОСИЛАННЯ
, ,  Відгуки про виставу "І ДЕ Я?"
Відгук інтернет видання "Театр медіа" про виставу дослідження Ілії
Сторінки Ілії у соціальних мережах:
Instagram
Threads
Facebook
TikTok
YouTube